# 新開貢

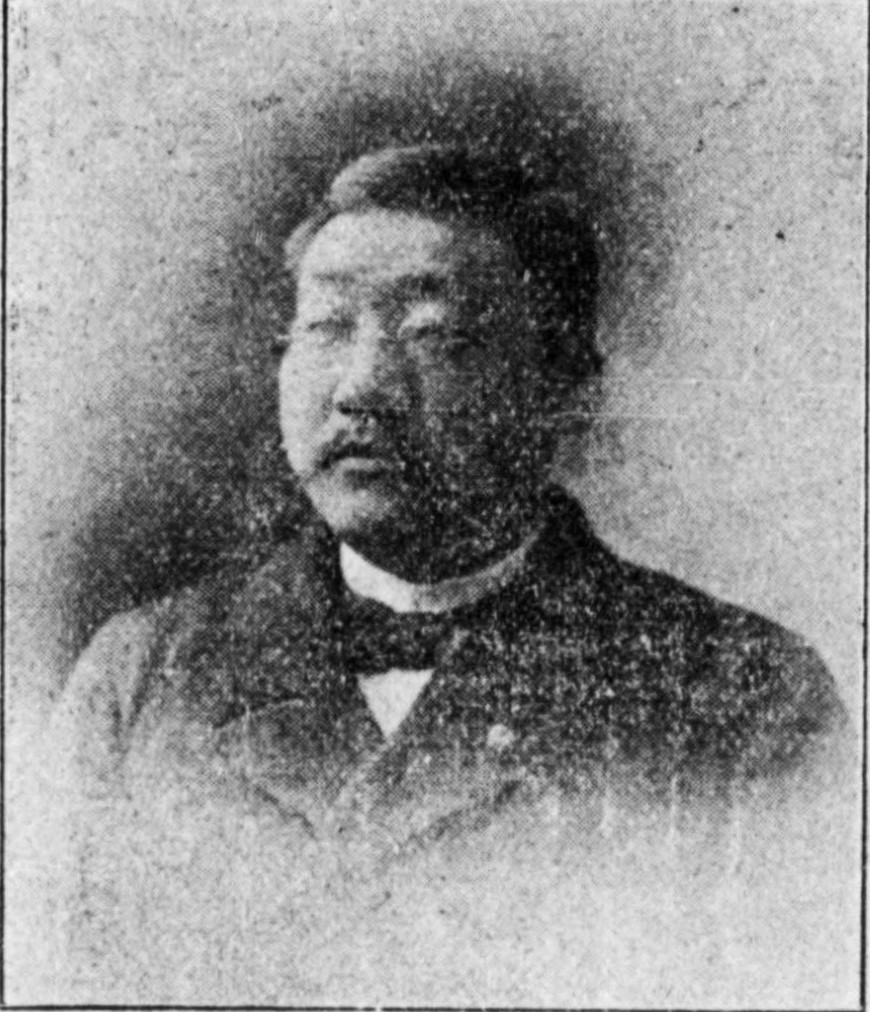
新開貢

新開 貢（しんがい みつき / しんかい みつぐ、1859年8月27日（安政6年7月29日）- 1924年（大正13年）8月10日）は、日本の政治家。徳島県小松島市出身。

## 経歴
勝浦郡芝生村（現在の小松島市芝生町）で生まれる。徳島市佐古町の岡久塾で漢字を修めた。
1889年（明治22年）、勝浦郡選出の徳島県会議員となり、後に参事会員を兼ねた。1897年（明治30年）には徳島県会副議長に就任した。
1898年（明治31年）、憲政本党より衆議院議員総選挙に出馬し当選、2期を務めた。
1905年（明治38年）頃に満州に出向き、大連市で没する。